# 菊地創
菊地 創（きくち はじめ、1979年2月24日 - 2023年11月16日）は、日本の作曲家、編曲家、音楽プロデューサー、音楽ユニットeufoniusの音楽プロデューサー。血液型はAB型。一般社団法人日本作編曲家協会正会員。北海道札幌市出身。北海道札幌藻岩高等学校卒業。

## 略歴
音楽専門学校在学中より18歳から舞台音楽、CM音楽、ゲーム音楽の制作に携わる。その後23歳で作・編曲家としてメジャー・デビュー、一十三十一、平尾勇気などの作品に参加。『宇宙のステルヴィア』、『カレイドスター』、『蒼穹のファフナー』『CLANNAD』『ノエイン もうひとりの君へ』『true tears』『ヨスガノソラ』『ココロコネクト』『このはな綺譚』などのテレビアニメ・PCゲーム関連ソングのほか、『双恋』、『true tears』、『魔法先生ネギま! 〜白き翼 ALA ALBA〜』『このはな綺譚』では劇伴も担当している。
独特の転調を駆使したメロディメイクと透明感のあるクリアなサウンドメイクを特徴とし、ボーカル、その他楽器、ドラム〜弦カルテットまで録音できるプライベートスタジオを所有。そこを拠点に楽曲提供、作・編曲から録音・ミキシングまで手がける。レコーディング&ミキシング・エンジニアとして赤川新一に師事。
ボーカルriyaとeufoniusを結成。2004年10月21日にメジャー・デビュー。トラックメイカーとして作曲・編曲の大半、作詞の一部を担当している。
2023年11月16日、急性心不全のため死去。44歳没。訃報は11月30日にeufoniusのボーカルであるriyaが自身のX（旧Twitter）にて明らかにした。

## Twitterでの炎上と活動自粛
2012年8月、Twitter上で、自分の作った曲がカラオケに入るという夢が叶ったと語る桃井はるこに対して「しょうもない」などとツイートをして炎上し、8月27日にeufoniusの公式ウェブサイトで謝罪した。また当面の間はツイートしないと述べた。eufoniusのボーカルであるriyaも自身のTwitter上で桃井本人やファンに向けて謝罪した。2012年9月10日にはeufonius公式ウェブサイトで、9月のライブツアーと制作進行中の仕事が終わり次第、活動を自粛すると発表した。
およそ1年後の2013年9月にステージ復帰し、活動を再開した。

## eufonius ディスコグラフィー

### シングル
|      | 発売日         | タイトル         | 規格品番   |
| ---- | -------------- | ---------------- | ---------- |
| 1st  | 2004年5月2日   | ぐるぐる         |            |
| 2nd  | 2004年10月21日 | はばたく未来     | KICM-3076  |
| 3rd  | 2005年8月25日  | ちいさなうた     | EFLA-0002  |
| 4th  | 2005年11月2日  | Idea             | LACM-4223  |
| 5th  | 2006年1月25日  | 恋するココロ     | LACM-4239  |
| 6th  | 2007年4月25日  | Apocrypha        | LACM-4358  |
| 7th  | 2008年1月23日  | リフレクティア   | LACM-4459  |
| 8th  | 2009年2月4日   | アネモイ         | LACM-4568  |
| 9th  | 2009年3月18日  | この声が届いたら | KDSD-00269 |
| 10th | 2009年4月22日  | phosphorus       | LASM-4009  |
| 11th | 2009年12月23日 | ディヴィニティ   | KDSD-00324 |
| 12th | 2010年5月1日   | 遥かな日々       | LASM-4053  |
| 13th | 2010年10月27日 | 比翼の羽根       | KICM-3214  |
| 14th | 2011年9月21日  | リテラル         | EFLA-0009  |
| 15th | 2012年2月8日   | プリズム・サイン | LACM-4906  |
| 16th | 2012年7月18日  | パラダイム       | KICM-3247  |
| 17th | 2013年7月2日   | S/N              | EFLA-0011  |
| 18th | 2014年5月13日  | refionius        | EFLA-0013  |
| 19th | 2014年10月20日 | sati             | EFLA-0014  |
| 20th | 2017年10月25日 | ココロニツボミ   | LACM-14667 |

### アルバム
|      | 発売日         | タイトル         | 規格品番    |
| ---- | -------------- | ---------------- | ----------- |
| 1st  | 2003年10月11日 | eufonius         |             |
| 2nd  | 2005年4月27日  | eufonius+        | EFLA-0001   |
| 3rd  | 2006年5月24日  | スバラシキセカイ | KICS-1212   |
| 4th  | 2007年1月31日  | Σ                | EFLA-0003   |
| 5th  | 2007年12月19日 | metafysik        | LACA-5715   |
| 6th  | 2008年6月10日  | メトロクローム   | EFLA-0004   |
| 7th  | 2009年7月7日   | ねじまきむじか   | EFLA-0005   |
| 8th  | 2009年9月30日  | 碧のスケープ     | LASA-5017   |
| 9th  | 2010年4月14日  | ねじまきむじか2  | EFLA-0006   |
| 10th | 2011年5月30日  | bezel            | EFLA-0008   |
| 11th | 2011年10月26日 | アレセイア       | KDSD-00500  |
| 12th | 2011年11月23日 | フォノン         | LASA-5108   |
| 13th | 2012年7月9日   | ねじまきむじか3  | EFLA-0010   |
| 14th | 2014年1月14日  | frasco           | EFLA-0012   |
| 15th | 2014年8月27日  | 記憶星図         | LACA-15444  |
| 16th | 2015年3月11日  | καλυτερυζ        | LACA-9378/9 |
| 17th | 2015年7月7日   | ノエシス         | EFLA-0015   |
| 18th | 2016年6月6日   | ソラフルハテ     | EFLA-0016   |

## 劇伴
- TVアニメ「このはな綺譚」
- 富山県制作アニメ「マイの魔法と家庭の日」
- OVA「魔法先生ネギま! 〜白き翼 ALA ALBA〜」
- TVアニメ「true tears」
- TVアニメ「双恋」

## 個人提供 ディスコグラフィー

### 参加作品（一部）
- 一十三十一
  - 「感触」 2002.10.09 編曲
  - 「360゜」 2003.04.09 編曲&Programing
  - 「Synchronized Singing」 2005.05.11 編曲&Programing
- 自己名義(kiku)「compilation コンピレーション」 2002.10.27
- 青山素子(浅川悠)「春夏秋冬恋繚乱 - 青山素子ミニアルバム 「ラブひな」より」 2003.01.22 作・編曲
- KIREEK
  - 「KIREEK #1〜TILT」 2003.05.15 メンバー参加
  - 「KIREEK #2〜JAM」2003.06.01 メンバー参加
- TVサントラ「カレイドスター〜はじめての すごい ミニアルバム〜」 2003.06.18 作曲
- 宇宙のステルヴィア
  - 「スペースオペラI 〜きずな〜 ドラマCD」 2003.06.25 作・編曲
  - 「キャラクターソングアルバム 宇宙学園ステルヴィア校 大歌謡祭」 2003.07.24 作・編曲
- KAMUI「神威 弐」  2003.07.02 編曲
- 蒼穹のファフナー
  - 真壁一騎(石井真)キャラクターズアルバム 一騎 - Flugel」  2004.12.22 作・編曲
  - 皆城総士(喜安浩平)キャラクターズアルバム 総士 - terra」  2004.12.22 作・編曲
  - 遠見真矢(松本まりか)キャラクターズアルバム 真矢 - azul」 2004.12.22 作・編曲
- 「双恋「オリジナルサウンドトラック」2005.2.23 作・編曲
- 「true tears オリジナルサウンドトラック」 2008.02.27 作・編曲
- 「秋空に舞うコンフェティ オリジナルサウンドトラック」 2010.08.27 作・編曲
- 「魔法先生ネギま! 白き翼~ALA ALBA~」劇伴&レコーディング&MIX
- 富山県制作アニメ「マイの魔法と家庭の日」　劇伴&レコーディング&MIX
- 「このはな綺譚」 OP主題歌&劇伴 &レコーディング&MIX オリジナルサウンドトラック 2017
- 中西圭三
  - 「棚倉へ会いに来て」レコーディング&MIX 2017
  - 「Good Good Morning」（TV番組「中西圭三の朝ぶら散歩」主題歌）　レコーディング&MIX 2018
  - シングル「流れ星」　レコーディング&MIX 2020
- TRUE 3rdアルバム「Lonely Queen’s Liberation Party」 Anchors Step 作詞：唐沢美帆　作曲・編曲&レコーディング&MIX 2018
- 渕上舞　1stシングル 「部屋の窓から見る花火」作曲・編曲・レコーディング&MIX 2018

## コンピレーション
- New World/ぼくらの時間
  - 2005年4月27日発売 / キングレコード / KICM-3105
  - ぼくらの時間
    - テレビアニメ『フタコイ オルタナティブ』エンディング主題歌
    - 作詞：逢瀬祭・ufotable & eufonius / 作曲・編曲：菊地創
- 太陽のかけら／ぐるぐる〜Himawari version〜
- ソラ色のつばさ／きらきら
- TVアニメ『sola』イメージソングアルバム Oratorio
  - 2007年8月8日発売 / LACA-5661
  - キミのかたち
    - 作詞：riya / 作曲・編曲：菊地創
- メグメル 〜cuckool mix 2007〜／だんご大家族
- CLANNAD SOUNDTRACK
  - 2007年11月21日発売 / フロンティアワークス / FCCM-0198
  - メグメル frequency⇒e version
    - 劇場版アニメ『CLANNAD -クラナド-』主題歌
    - 作詞：riya / 作曲：eufonius / 編曲：菊地創

  - 小さなてのひら eufonius version
    - 劇場版アニメ『CLANNAD -クラナド-』挿入歌
    - 作詞・作曲：麻枝准 / 編曲：菊地創

  - マルメロ 〜fildychrom〜
    - 劇場版アニメ『CLANNAD -クラナド-』挿入歌
    - 作詞：riya / 作曲・編曲：菊地創
- そして明日の世界より―― IMAGE ALBUM
  - 2007年11月22日発売 / ゲーム予約特典 / ETU-002S2
  - 散歩道
    - 作詞：riya / 作曲・編曲：菊地創

  - 夕空ワルツ
    - 作詞：riya / 作曲・編曲：菊地創
- Tears...for truth 〜true tearsイメージソング集〜
- 空を見上げる少女の瞳に映る世界 Inspired album
  - 2009年3月25日発売 / ランティス / LACA-5881
  - Gebiet
    - テレビアニメ『空を見上げる少女の瞳に映る世界』イメージソング
    - 作詞：riya / 作曲・編曲：菊地創
- “文学少女”と夢現の旋律
  - 2009年8月14日発売 / LZM-2014/5
  - マナ
    - 作詞：riya / 作曲・編曲：菊地創
- PSP版ひまわり COMIC MARKET 77 EDITION
  - 2009年12月29日発売 / SDCR-0028
  - gleaming sky
    - 作詞：riya / 作曲・編曲：菊地創
- true tears キャラクターミニアルバム 〜Nostalgic Arietta〜
  - 2010年4月7日発売 / ランティス / LACA-15020
  - 涙の記憶
    - 作詞：riya / 作曲・編曲：菊地創

  - 肩越しの空
    - 作詞：riya / 作曲・編曲：菊地創
- ひまわり -Pebble in the Sky- Portable オリジナルサウンドトラック
  - 2010年4月23日発売 / SDCR-0030
  - gleaming sky〜cuckool mix〜
    - 作詞：riya / 作曲・編曲：菊地創
- ナルキッソス〜もしも明日があるなら〜 Portable ボーカルアルバム
  - 2010年6月25日発売 / チェンバースレコーズ / SDCR-31
  - ナルキッソス〜eon〜（ナルキッソス〜もしも明日があるなら〜）
    - 作詞：riya / 作曲・編曲：菊地創

  - Liaison（ナルキッソス〜もしも明日があるなら〜）
    - 作詞：riya / 作曲・編曲：菊地創
- 秋空に舞うコンフェティ オリジナルサウンドトラック
  - 2010年8月27日発売 / 自主製作盤 / EFLA-0007
  - コンフェティ
    - 作詞：riya / 作曲・編曲：菊地創

  - エピローグ
    - 作詞：riya / 作曲・編曲：菊地創

  - 祀龗の丘
    - 作詞：riya / 作曲・編曲：菊地創
- グリザイアの果実 ED主題歌集&サウンドトラック
  - 2011年3月9日発売 / ランティス / LACA-9207〜LACA-9208
  - ホログラフ
    - PCゲーム『グリザイアの果実』榊由美子エンディング主題歌
    - 作詞：riya / 作曲・編曲：菊地創
- My Smile 〜eufonius meets マイの魔法と家庭の日〜
  - 2011年4月6日発売 / LASA-5093
  - キラリクルリ
    - 作詞：riya / 作曲・編曲：菊地創

  - My Smile
    - 作詞：riya / 作曲・編曲：菊地創
- いろとりどりのセカイ オリジナルサウンドトラック
  - 2011年8月10日発売 / ティームエンタテインメント / KDSD-00464
  - アレセイア（Game size ver.）
    - 作詞：riya / 作曲・編曲：菊地創

  - 君に逢えたから
    - 作詞：riya / 作曲・編曲：菊地創
- Heart of Magic Garden
  - 2012年6月27日発売 / ランティス / LACA-15185
  - リフレクティア
    - 作詞：riya / 作曲・編曲：菊地創
- いろとりどりのヒカリ Theme Songs Plus
  - 2012年9月5日発売 / ティームエンタテインメント / KDSD-00576
  - ヒカリ輝くセカイ
    - 作詞：riya / 作曲・編曲：菊地創

  - 永遠のヒカリ 〜Song of love to a blue sky〜
    - 作詞：山本美禰子 / 作曲・編曲：菊地創
- Favorite 10th ANNIVERSARY Vocal Collection
  - 2012年10月31日発売 / ティームエンタテインメント / KDSD-00591
  - アレセイア
    - 作詞：riya / 作曲・編曲：菊地創

  - 君に逢えたから
    - 作詞：riya / 作曲・編曲：菊地創

  - ヒカリ輝くセカイ
    - 作詞：riya / 作曲・編曲：菊地創

  - 永遠のヒカリ 〜Song of love to a blue sky〜
    - 作詞：山本美禰子 / 作曲・編曲：菊地創
- アンチェインブレイズ エクシヴ VOCAL COLLECTION
  - 2012年11月28日発売 / ティームエンタテインメント / KDSD-00601
  - プレティオラ
    - 作詞：riya / 作曲・編曲：菊地創
- いますぐお兄ちゃんに妹だっていいたい! ボーカルアルバム
  - 2013年3月27日発売 / ランティス / LACA-15283
  - 桜色
    - 作詞：riya / 作曲・編曲：菊地創
- 恋旅〜True Tours Nanto〜 音楽集
  - 2013年5月24日発売 / ランティス / LZM-2101（南砺市限定版）・LZM-2102
  - sympathetic world
    - 作詞：riya / 作曲・編曲：ただすけ

  - 君の引力
    - 作曲・作詞：riya / 編曲：ただすけ

  - Paslaptis
    - 作詞・作曲：riya / 編曲：bermei.inazawa
- HOOKSOFT Vocal Collection My Smile Pocket
  - 2014年6月26日発売 / HOOKSOFT / LPTN-0016
  - LovelySmile
    - 作詞：riya / 作曲・編曲：菊地創
- 紅い瞳に映るセカイ Original Soundtrack Plus Plus
  - 2015年12月27日発売
  - glowing world ～輝きの、セカイへ～
    - 作詞：riya / 作曲・編曲：菊地創

  - アレセイア～crimson ver.～
    - 作詞：riya / 作曲・編曲：菊地創

  - 君に逢えたから -World's end love will last forever-
    - 作詞：riya / 作曲・編曲：菊地創

### 編曲のみ（一部）
- 「風〜スタートライン〜」 CooRie 2005.12.21 編曲
- 「グッド・バイ・マイ・ラブ/優夏〜この夏を忘れない〜」 平尾勇気 2004.09.15 編曲
- 「ハダカの☆楽園」 平尾勇気 2004.06.02 編曲

## eufoniusプロデュースでの楽曲提供
- 白石涼子
  - 流れる雲を追いかけて
- 伊藤静
  - デリデリ×スタイル
- 辻あゆみ
  - wish
- 野中藍
  - ゆきなみき
- 高垣彩陽
  - 光のフィルメント
- 山口理恵
  - 響鳴のカルディエラ
- 釘宮理恵
  - forêt noire
  - wonder
- 秦佐和子
  - 最後の夏
- 釘宮理恵
  - はじまりのおと
- 久保田梨沙
  - 反転カラフル
- 花見月舞衣
  - 悪魔と天使の羽根